# Archoleptoneta arganoi
Archoleptoneta arganoi là một loài nhện trong họ Leptonetidae.
Loài này thuộc chi Archoleptoneta. Archoleptoneta arganoi được P. M. Brignoli miêu tả năm 1974.